# Tauonski nevtrino
Tauonski nevtrino ali tav nevtrino (oznaka {\displaystyle \nu _{\tau }\,}) je eden izmed treh nevtrinov. Skupaj z leptonom tau (tauonom) tvori tretjo generacijo leptonov. Njegov antidelec je tauonski antinevtrino (oznaka {\displaystyle {\bar {\nu }}_{\tau }\,}). Nikoli ne deluje s močno jedrsko silo. Tauonski nevtrino je bil zadnji odkriti lepton iz Standardnega modela.

## Odkritje
Tauonski nevtrino so odkrili v okviru programa DONUT (Direct Observation of Nu Tau)